# Sărăturile de la Valea Ilenei
Sărăturile de la Valea Ilenei alcătuiesc o arie protejată de interes național ce corespunde categoriei a IV-a IUCN (rezervație naturală de tip floristic) situată în județul Iași, pe teritoriul administrativ al comunei Dumești.

## Localizare
Aria naturală cu o suprafață de 5,90 hectare se află în partea nordică a Podișului Moldovei (în Câmpia Moldovei, partea central-estică a județului Iași), lângă drumul național DN28, Iași - Târgu Frumos.

## Descriere

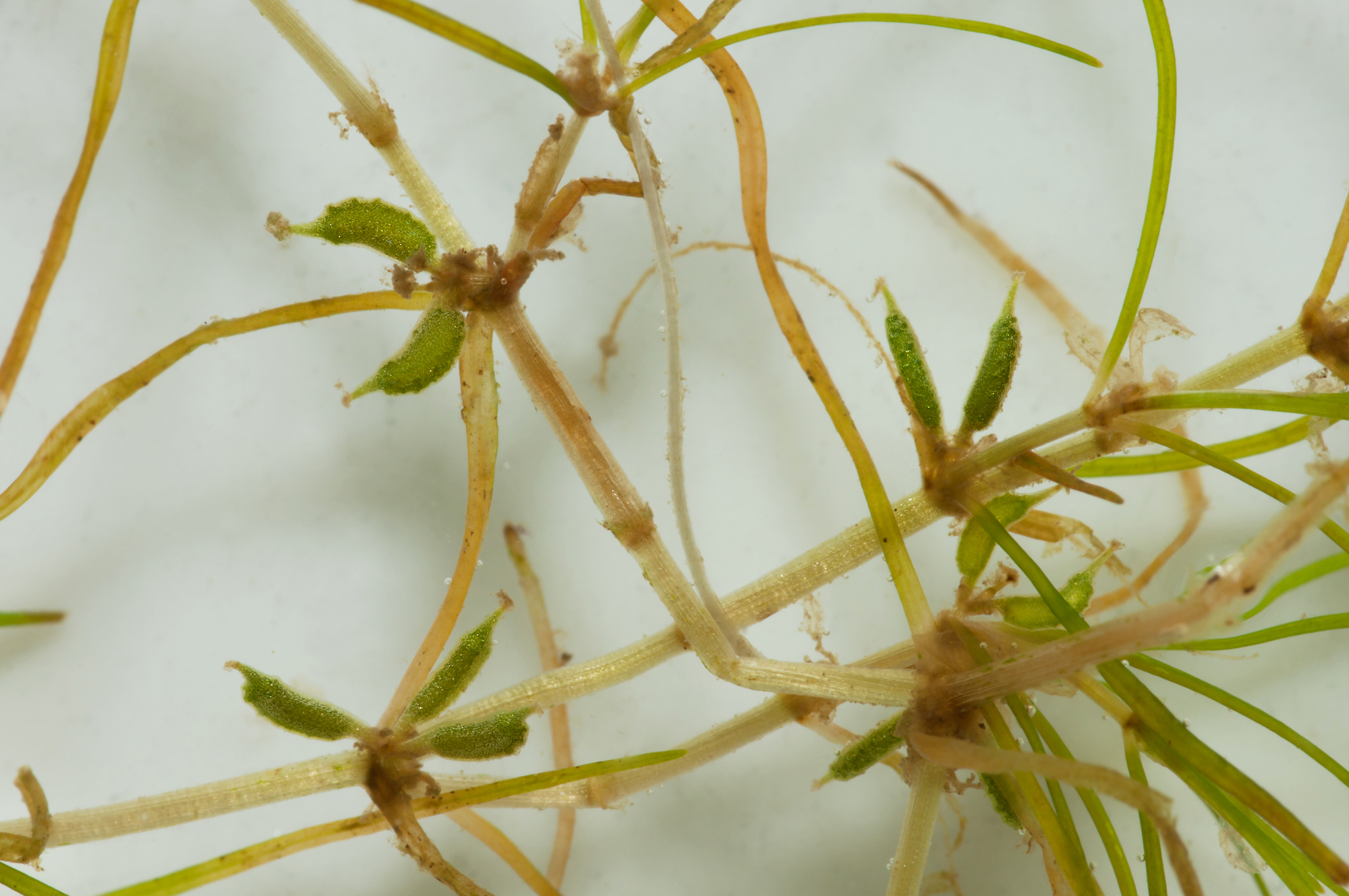
Mătriţă (Zannichellia palustris)

Rezervația naturală a fost declarată arie protejată prin Legea Nr.5 din 6 martie 2000 (privind aprobarea Planului de amenajare a teritoriului național - Secțiunea a III-a - zone protejate) și reprezintă o suprafață de pajiște sărăturată continentală cu mai multe tipuri de habitate (mlaștini sărăturate panonice, pajiști panonice și ponto-sarmatice, asociații vegetale specifice zonelor umede, precum și asociații de ierburi înalte higrofile). 
În suprafața rezervației sunt întâlnite mai multe specii floristice higrofile și halofile rare, printre care: hrean sălbatic (Lepidium crassifolium), garofă (Dianthus guttatus), mătriță (Zannichellia palustris), rogoz (Carex secalina) sau pătlăgină (Plantago schwarzembergiana).